# Marisa Solinas
Anna Marisa Solinas (* 30. Mai 1939 in Genua; † 13. Februar 2019) war eine italienische Schauspielerin und Sängerin.

## Leben
Solinas, ältere Schwester der Schauspielerin und Sängerin Vittoria Salinas, studierte Gesang am Teatro Carlo Felice. 1960 zog sie nach Mailand und spielte in Boccaccio 70 1962 eine erste Filmrolle, der bis Mitte des folgenden Jahrzehntes etwa 25 weitere folgten, bevor sie sich erheblich rarer machte. Dabei spielte sie in einigen musikalischen Komödien und Genrefilmen. Ihre Erscheinung wurde als „brünett und zierlich, mit einem ausdrucksstarken, verschmitzten Gesicht“ bezeichnet.
Als Sängerin reüssierte sie mit Popsongs (entgegen ihrer Absicht, Oper zu singen); 1964 erschienen mit „Devi imparare“ und „Le tue care dolci cose“ ihre ersten Erfolge; die größten waren 1968 „Ecstacy“ und „Vai suora vai“ aus dem Jahr 1981. Noch 2009 erschien ein neues Album mit Liedern.
1968 machte sie Fotos für die erste Ausgabe von Playmen; insgesamt war sie auf nahezu 300 Covern von Zeitschriften zu sehen; 1973 wählte sie Gina Lollobrigida für ihre Fotoserie als „Italienische Venus“ aus.
Solinas war in erster Ehe mit dem Regisseur Italo Panone verheiratet, mit dem sie einen Sohn hat. Ihre Beziehung zu Liedautor Luigi Tenco endete mit dessen Suizid.

## Filmografie (Auswahl)
- 1962: Boccaccio 70 (Boccaccio '70)
- 1962: La Commare Secca
- 1963: Heimweh nach St. Pauli
- 1964: Freddy, Tiere, Sensationen
- 1967: Giarrettiera Colt
- 1967: Pronto, Amigo (Ein Colt in der Hand des Teufels) (Un colt in pugno al diavolo)
- 1968: Killer adios (Killer, adios)
- 1971: Blindman, der Vollstrecker (Blindman)
- 1972: Dein Vergnügen ist auch mein Vergnügen (Il tuo piacere è il mio)

## Diskografie

### Singles
- 1964: Devi imparare/Le tue care dolci cose (La Voce del Padrone, MQ 1942, 7")
- 1965: Per un' ipotesi/Vestita di lino (La Voce del Padrone, MQ 1958, 7")
- 1966: Per chi sogna Annamaria/Tanti auguri a te (La Voce del Padrone, MQ 2027, 7")
- 1966: Il mio albero/Io t'amo (La Voce del Padrone, MQ 2047, 7")
- 1968: L'estasi/Universo (CDB 1135; mit Andrea Giordana, 7")
- 1968: Amo sentirvi/Come uno specchio (CDB 1137; A-Seite mit Armando Stula und Vittoria Solinas; B-Seite mit Stula, 7")
- 1972: Piombo fuso/Ma io ti amo, (Mau Man, MM 5001, 7")
- 1977: You Are My Night (7")
- 1981: Vai suora vai/George Sand (Blitz, BZ 103, 7")
- 1984: L'altalena/Nocciolina, (Blitz, BZ 113, 7")

### Alben
- 1978: Il dito sulla...mala (Beat Records Company, LPF 043, LP)
- 2009: Venerefenice - Retrospettiva (Domani Musica, DMCD 0505, CD)